# خانه فرخ اورمزدی
منزل فرخ اورمزدی مربوط به اواخر دوره صفوی است و در یزد، ضلع جنوبی محله زرتشتیان، کوی موبدان، کوچه فرخ واقع شده و این اثر در تاریخ ۵ آذر ۱۳۷۹ با شمارهٔ ثبت ۲۸۹۳ به‌عنوان یکی از آثار ملی ایران به ثبت رسیده است.